# Gibson, Dunn & Crutcher

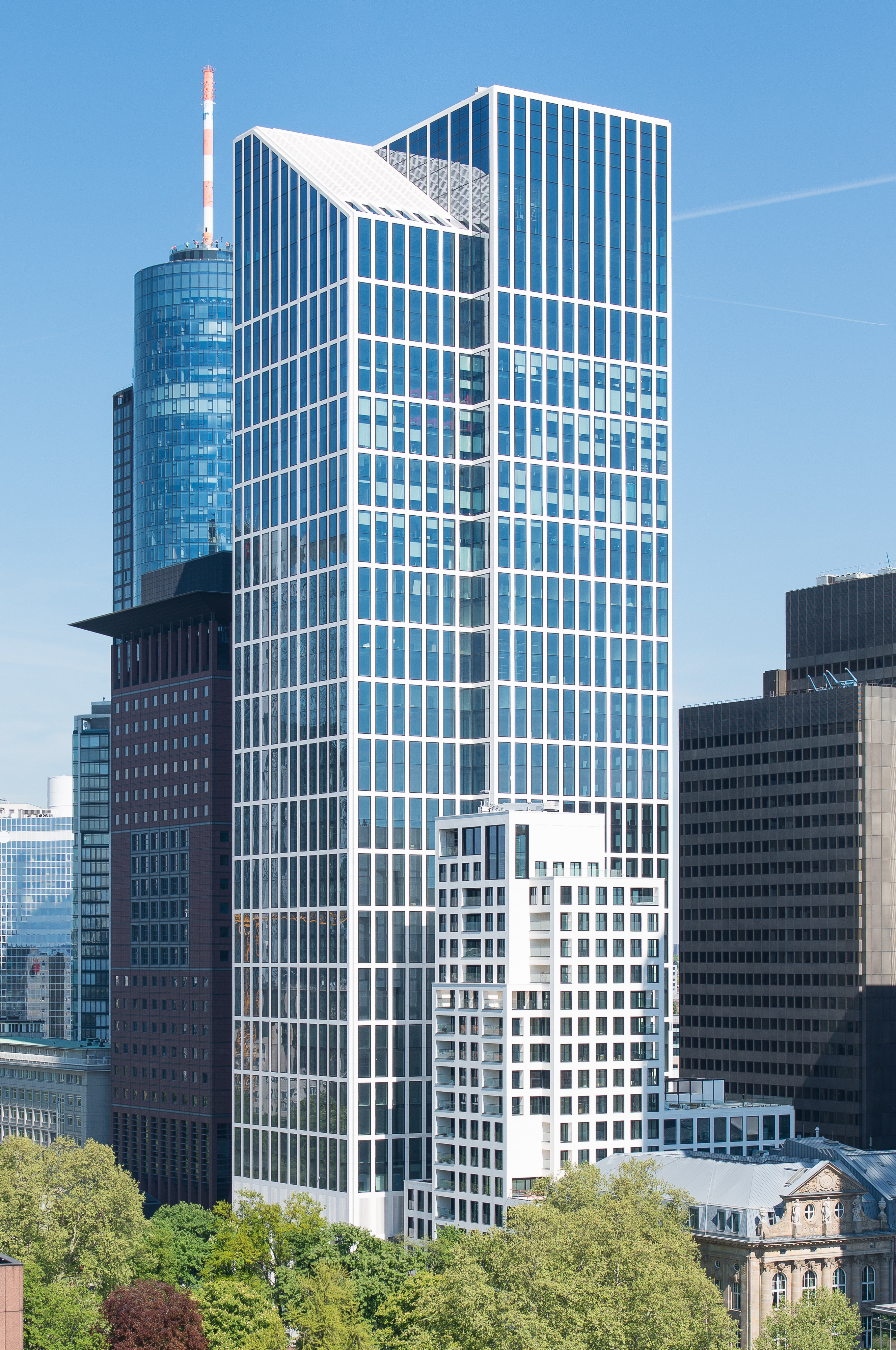
TaunusTurm, Sitz des Büros der Kanzlei in Frankfurt am Main

Gibson, Dunn & Crutcher (kurz: Gibson Dunn) ist eine weltweit tätige Anwaltskanzlei in der Rechtsform einer LLP. Mit über 1.400 Rechtsanwälten in 20 Büros gehört die schwerpunktmäßig in der Prozessführung tätige Sozietät zu den global umsatzstärksten Kanzleien.
In Deutschland wächst Gibson Dunn und ist seit 2002 in München vertreten, 2016 kam mit Frankfurt am Main ein weiterer Standort hinzu.

## Geschichte
Im Mai 1872 gründete der Wirtschaftsanwalt und bekennende Republikaner John Bicknell eine neue Sozietät in Los Angeles. Nachdem er sich 1880 mit dem demokratischen Prozessanwalt Walter Trask zusammengeschlossen hatte, gewann die Sozietät mit der südpazifischen Eisenbahngesellschaft einen ersten key client und wuchs daraufhin schnell.
1897 trat der Richter James Gibson in die Kanzlei ein, der sie wenige Jahre später in die Fusion mit der Sozietät des damaligen Chefjustiziars der Stadt Los Angeles, William Dunn, sowie seines Stellvertreters, Albert Crutcher, führen sollte. Dieser Zusammenschluss gilt als einer der ersten Versuche zur Bildung einer modernen full service-Großkanzlei und verlieh der Sozietät ihren noch heute bestehenden Namen.
Gibson Dunn expandierte in der Folgezeit nicht nur in ihrer kalifornischen Heimatregion und innerhalb der Vereinigten Staaten, sondern auch international. Bereits in den 1970er Jahren richtete Gibson Dunn Büros in London und Paris ein. Seit 2000 expandiert das Unternehmen weiter in Europa, Südamerika, dem Mittleren Osten und Asien und unterhält mittlerweile 20 Büros mit über 1.300 Rechtsanwälten. Bekannt ist Gibson Dunn heute insbesondere für seine engen Verbindungen in den US-Kongress – etwa bei dortigen Ermittlungen – sowie für seinen Einfluss auf den Supreme Court. Mit einem jährlichen Profit pro Partner von über 3,3 Millionen US-Dollar zählt die Sozietät zu den lukrativsten internationalen Großkanzleien.

## Namhafte Mandate (Auswahl)
Gibson Dunn legt anders als die meisten führenden Wirtschaftskanzleien ihren Schwerpunkt nicht auf das Transaktionsgeschäft. Stattdessen gilt die Sozietät, vor allem in den Vereinigten Staaten, als eine der renommiertesten Prozesskanzleien, die mehr als 100 grundlegende Fälle vor dem Obersten Gerichtshof der Vereinigten Staaten ausgetragen hat. Dazu gehören:
- Vertretung des Fernsehsenders CNN im kontrovers diskutierten Streit um die von US-Präsident Donald Trump entzogene Akkreditierung des Journalisten Jim Acosta für das Weiße Haus nach einer eskalierten Pressekonferenz,[11][12][13]
- Vertretung von Apple im vielbeachteten Patentstreit mit Samsung hinsichtlich des Galaxy Nexus (u. a. Erwirken eines landesweiten Verkaufsverbots),[14]
- Vertretung von Facebook im Zusammenhang mit dem aufsehenerregenden Datenschutz-Skandal um das Unternehmen Cambridge Analytica,[15]
- Vertretung von Mark Zuckerberg im milliardenschweren Rechtsstreit mit Paul Ceglia um die Eigentumsverhältnisse an Facebook,[16]
- Vertretung des Einzelhandels-Branchenprimus Walmart in einer milliardenschweren arbeitsrechtlichen Muster-Diskriminierungsklage,[17]
- Vertretung des Medienkonzerns Viacom (u. a. Paramount Pictures, CBS und MTV) in milliardenschweren Copyrightverfahren gegen YouTube,[18][19]
- Vertretung des Chipherstellers Intel bei verschiedenen milliardenschweren Kartellklagen des Konkurrenten AMD und der Europäischen Union,[20]
- Vertretung von NBC Universal aufgrund von Vertragsverletzungen gegen Conan O’Brien im Zusammenhang mit der bekannten Late Night Show,[21]
- Vertretung des weltgrößten Obst- und Gemüseproduzenten Dole Food bei der Abwehr milliardenschwerer Klagen von Farmern in Nicaragua wegen angeblicher Verwendung illegaler Pestizide und vermeintlich darauf basierender großflächiger Zerstörung heimischen Ackerlandes.[22]

## Standorte
Gibson Dunn unterhält Büros an folgenden Standorten: Brüssel, Century City, Dallas, Denver, Dubai, Frankfurt am Main, Hongkong, Houston, London, Los Angeles (Stammsitz), München, New York City, Orange County, Palo Alto, Paris, Peking, San Francisco, São Paulo, Singapur und Washington, D.C.